# Pastisseria Pujol
La Pastisseria Pujol, també coneguda com «La Estrella», és un establiment del carrer Nou de la Rambla, 32 de Barcelona, catalogat com a de gran interès (categoria E1).

## Història
El 1916, els germans Francesc i Josep Roig es van fer càrrec de la pastisseria «La Estrella» del carrer Nou de la Rambla. El 1927, van voler tancar-la per a comprar «La Colmena» de la plaça de l'Àngel, però finalment un dels treballadors, Simeó Pujol i Sagrera, va adquirir-la, donant-li el seu nom,
 i el 1939, va demanar permís per a reposar marbres de l'aparador. El 1950 es va renovar tot l'espai interior menys el sostre, i el 1953 es va substituir la cambra frigorífica i instal·lar nous motors elèctrics.
El 1960, Ferran Pujol i Clavero va succeir el seu pare, i el 1968 va demanar permís per a adaptar el local a la normativa vigent, col·locant mosquiteres als conductes de ventilació, ampliant la porta de l'obrador fins a 2 metres, construint-hi un cel ras i enrajolant les parets del magatzem de primeres matèries. Tanmateix, les obres no es van efectuar en el termini acordat, per la qual cosa el 1969 se li va imposar una multa de 500 pessetes. Dues inspeccions efectuades el 1970 i 1971 van determinar que encara hi havia deficiències, per la qual se li van imposar dues noves multes de 500 pessetes. Finalment, aquelles es van acabar de solucionar el 1972.
El 2015, Ferran Pujol va traspassar el negoci a la seva amiga Montserrat, l'actual propietària.

## Descripció
Establiment situat en un edifici inscrit en una parcel·la estreta amb només aquest local als baixos. L'exterior del local es tracta d'un aplacat realitzat amb marbre que emmarca els dos aparadors que formen un petit vestíbul on hi ha una estrella de marbre sobre el paviment i també una altra metàl·lica en una paret exterior. Aquest aplacat arrenca d'un sòcol baix de marbre negre emmarcat per una motllura, tant interior com exterior, de marbre blanc. Els aparadors són de fusta motllurada muntats sobre el sòcol de marbre que segueix el mateix model que el de la façana.
Pel que fa a l'interior, els mobles com el taulell, els prestatges amb mirall i el moble de la caixa són originals. Tots ells són muntats sobre un sòcol de color negre i disposen de plafons motllurats amb els cantells còncaus. Els mostradors són formats per una vitrina superior on es poden veure els productes a la venda, el sobre és de marbre negre amb aigües i el moble és revestit amb plafons de fusta. Per acabar, cal mencionar també el sostre que és el més antic que es conserva de la botiga. És fet de guix amb baixos relleus simètrics de color marró que imita la fusta.